# Пйотркув-Боровський
Пйотркув-Боровський (пол. Piotrków Borowski, нім. Petrigau) — село в Польщі, у гміні Борув Стшелінського повіту Нижньосілезького воєводства.
Населення — 216 осіб (2011).
У 1975-1998 роках село належало до Вроцлавського воєводства.

## Демографія
Демографічна структура станом на 31 березня 2011 року:
|          | Загалом | Допрацездатний вік | Працездатний вік | Постпрацездатний вік |
| -------- | ------- | ------------------ | ---------------- | -------------------- |
| Чоловіки | 102     | 18                 | 68               | 16                   |
| Жінки    | 114     | 21                 | 61               | 32                   |
| Разом    | 216     | 39                 | 129              | 48                   |